# Бессоновка (Алтайский край)
Бессоновка — упразднённое село в Кулундинском районе Алтайского края. Входило в состав Октябрьского сельсовета. Ликвидировано в 1978 году.

## География
Располагалось в 4 км к западу от поселка Октябрьский.

## История
Основано в 1910 году. В 1928 году посёлок Бессоновка состоял из 45 хозяйств, основное население — украинцы. В составе Троицкого сельсовета Славгородского района Славгородского округа Сибирского края. Колхоз «Завет Ильича».

## Население
| год     | 1928 | 1949 | 1955 | 1959 |
| ------- | ---- | ---- | ---- | ---- |
| человек | 259  | 244  | 152  | 145  |